# Onze-Lieve-Vrouw-ter-Sneeuwkerk (Borgerhout)
Onze-Lieve-Vrouw-ter-Sneeuwkerk is een parochiekerk in basiliekstijl aan het Laar te Borgerhout, gewijd aan Onze-Lieve-Vrouwe ter Sneeuw.
De kerk werd gebouwd nadat een eerdere neogotische kerk in de Tweede Wereldoorlog (1944) was verwoest. Ook die kerk kwam er na de sloop van een eerdere: de kapel van 'Onze-Lieve-Vrouw van Victorie' of 'beenhouwerskapel' uit 1536. De plannen voor de kerk werden in 1949 opgemaakt door de architecten Joseph Willems en Jozef-Louis Stynen.
De kerk is tevens de zetel van de gelijknamige parochie, een van de vier in Borgerhout.